# Campeonato Mineiro de Futebol de 2023 - Segunda Divisão
O Campeonato Mineiro de Futebol de 2023 - Segunda Divisão foi a 39ª edição do campeonato estadual de Minas Gerais equivalente à terceira divisão. O torneio contou com a participação de 17 equipes, sete a mais do que a edição anterior, o campeão foi a equipe do Mamoré e foi  realizado entre os dias 26 de agosto e 26 de novembro de 2023. 

## Regulamento
O Campeonato foi disputado em três fases: Fase Classificatória, Quartas-de-final, Semifinal e Final. 

### Fase Classificatória
Os 17  clubes foram divididos em quatro grupos (A, B, C e D), tendo os três primeiros, quatro clubes cada e o último, cinco equipes. Nesta fase as equipes se enfrentaram, dentro de seu grupo, em confrontos de ida e volta (turno e returno), classificando-se para a fase seguinte as 02 (duas) equipes melhores colocadas em cada um dos grupos ao final do returno.
Em caso de empate em pontos ganhos entre dois ou mais clubes ao final da Fase
Classificatória, o desempate, para efeito de classificação, observará os critérios abaixo:
a) maior número de vitórias; 
 b) maior saldo de gols; 
 c) maior número de gols pró; 
 d) confronto direto; 
 e) menor número de cartões vermelhos recebidos; 
 f) menor número de cartões amarelos recebidos; 
 g) sorteio público na FMF. 

### Quartas de Final
As duas melhores equipes de cada grupo, foram distribuídas  em quatro grupos de dois clubes cada. Os clubes jogarão duas vezes dentro de seus respectivos grupos (ida e volta), cada um exercendo seu mando, da seguinte forma:
| Grupo | Ida                                     | Volta                                   |
| ----- | --------------------------------------- | --------------------------------------- |
| E     | 8ª Melhor Campanha x 1ª Melhor Campanha | 1ª Melhor Campanha x 8ª Melhor Campanha |
| F     | 7ª Melhor Campanha x 2ª Melhor Campanha | 2ª Melhor Campanha x 7ª Melhor Campanha |
| G     | 6ª Melhor Campanha x 3ª Melhor Campanha | 3ª Melhor Campanha x 6ª Melhor Campanha |
| H     | 5ª Melhor Campanha x 4ª Melhor Campanha | 4ª Melhor Campanha x 5ª Melhor Campanha |

Caso, no placar agregado, a partida termine empatada, o desempate será por disputa de pênaltis. 

### Semifinal
As equipes classificadas, foram distribuídas  em dois grupos de dois clubes cada. Os clubes jogarão duas vezes dentro de seus respectivos grupos (ida e volta), cada um exercendo seu mando, da seguinte forma:
| Grupo | Ida                                     | Volta                                   |
| ----- | --------------------------------------- | --------------------------------------- |
| I     | 4ª Melhor Campanha x 1ª Melhor Campanha | 1ª Melhor Campanha x 4ª Melhor Campanha |
| J     | 3ª Melhor Campanha x 2ª Melhor Campanha | 2ª Melhor Campanha x 3ª Melhor Campanha |

Caso, no placar agregado, a partida termine empatada, o desempate será por disputa de pênaltis. 

### Final
As equipes classificadas, foram distribuídas  em um grupo de dois clubes cada. Os clubes jogarão duas vezes dentro de seus respectivos grupos (ida e volta), cada um exercendo seu mando, da seguinte forma:
| Grupo | Ida                                     | Volta                                   |
| ----- | --------------------------------------- | --------------------------------------- |
| I     | 2ª Melhor Campanha x 1ª Melhor Campanha | 1ª Melhor Campanha x 2ª Melhor Campanha |

Caso, no placar agregado, a partida termine empatada, o desempate será por disputa de pênaltis. 

## Participantes
As seguintes 24 equipes participarão do campeonato:
| Equipe                                       | Cidade          | Em 2021        | Estádio                   | Capacidade   | Títulos (Último)   |
| -------------------------------------------- | --------------- | -------------- | ------------------------- | ------------ | ------------------ |
| América Futebol Clube                        | Teófilo Otoni   | 4º             | Nassri Mattar             | 3.970        | 0 (não possui)     |
| Araxá Esporte Clube                          | Araxá           | 8º             | Fausto Alvim              | 5.500        | 5 (último em 2011) |
| Atlético Clube Três Corações                 | Três Corações   | 5º             | Rei Pelé                  | 2.500        | 2 (último em 1992) |
| Boston City Futebol Clube Brasil             | Manhuaçu        | 13º            | JK                        | 5.000        | 0 (não possui)     |
| Coimbra Sports                               | Contagem        | 11º (II)       | Flávio Guimarães          | 1.000        | 1 (2018)           |
| Contagem Esporte Clube                       | Contagem        | 15º            | Gregorão                  | 4.000        | 0 (não possui)     |
| Guarani Esporte Clube                        | Divinópolis     | Não Participou | Farião                    | 4.181        | 0 (não possui)     |
| Associação Desportiva Internacional de Minas | Itaúna          | 16º            | CE Universidade de Itaúna | Desconhecido | 0 (não possui)     |
| Associação Atlética Juventus Minasnovense    | Minas Novas     | 21º            | Doutor Pedro Anísio Maia  | 8.000        | 1 (2005)           |
| Esporte Clube Mamoré                         | Patos de Minas  | 10º            | Bernardo Queiroz          | 10.252       | 2 (último em 2009) |
| Nacional Futebol Clube                       | Uberaba         | 11º            | Uberabão                  | 10.000       | 4 (último em 2013) |
| Associação Esportiva Paracatu                | Paracatu        | 20º            | Frei Norberto             | 12.000       | 0 (não possui)     |
| Pirapora Futebol Clube                       | Pirapora        | Não Participou | Otaviano Alckmin          | 2.000        | 0 (não possui)     |
| Poços de Caldas Futebol Clube                | Poços de Caldas | 23º            | Ronaldão                  | 7.600        | 0 (não possui)     |
| Clube Atlético Serranense                    | Nova Serrana    | 19º            | Marolão (Itatiaiuçu)      | 10.000       | 0 (não possui)     |
| Esporte Clube Villa Real                     | Juiz de Fora    | 5º             | Radialista Mário Helênio  | 31.863       | 0 (não possui)     |
| Valeriodoce Esporte Clube                    | Itabira         | 4º             | Israel Pinheiro           | 8.000        | 0 (não possui)     |

## Fase Classificatória

### Grupo A
| Pos | Equipe                | Pts | J | V | E | D | GP | GC | SG | Classificado     |     | ATO | VAL | JUV | BOS |
| --- | --------------------- | --- | - | - | - | - | -- | -- | -- | ---------------- | --- | --- | --- | --- | --- |
| 1   | América Teófilo Otoni | 16  | 6 | 5 | 1 | 0 | 8  | 2  | +6 | Quartas de Final |     | —   | 1–0 | 1–0 | 3–2 |
| 2   | Valeriodoce           | 12  | 6 | 4 | 0 | 2 | 6  | 4  | +2 | Quartas de Final |     | 0–1 | —   | 1–0 | 1–0 |
| 3   | Juventus Minasnovense | 7   | 6 | 2 | 1 | 3 | 7  | 7  | 0  |                  |     | 0–0 | 2–3 | —   | 2–0 |
| 4   | Boston City           | 0   | 6 | 0 | 0 | 6 | 4  | 12 | −8 |                  | 0–2 | 0–1 | 2–3 | —   |     |

### Grupo B
| Pos | Equipe                 | Pts | J | V | E | D | GP | GC | SG | Classificado     |     | GUA | PCA       | VLR | ATC |
| --- | ---------------------- | --- | - | - | - | - | -- | -- | -- | ---------------- | --- | --- | --------- | --- | --- |
| 1   | Guarani-MG             | 15  | 6 | 5 | 0 | 1 | 10 | 2  | +8 | Quartas de final |     | —   | 0–1       | 1–0 | 2–0 |
| 2   | Poços de Caldas        | 10  | 6 | 3 | 1 | 2 | 7  | 5  | +2 | Quartas de final |     | 1–4 | —         | 1–0 | 3–1 |
| 3   | Villa Real             | 4   | 5 | 1 | 1 | 3 | 6  | 6  | 0  |                  |     | 0–2 | 0–0       | —   | 0–1 |
| 4   | Atlético Três Corações | 3   | 5 | 1 | 0 | 4 | 2  | 7  | −5 |                  | 0–1 | 0–1 | Cancelado | —   |     |

### Grupo C
| Pos | Equipe         | Pts | J | V | E | D | GP | GC | SG  | Classificado     |     | CON | COI | INT | SER |
| --- | -------------- | --- | - | - | - | - | -- | -- | --- | ---------------- | --- | --- | --- | --- | --- |
| 1   | Contagem       | 13  | 6 | 4 | 1 | 1 | 5  | 2  | +3  | Quartas de Final |     | —   | 0–0 | 0–1 | 2–1 |
| 2   | Coimbra        | 11  | 6 | 3 | 2 | 1 | 13 | 3  | +10 | Quartas de Final |     | 0–1 | —   | 3–1 | 4–0 |
| 3   | Inter de Minas | 10  | 6 | 3 | 1 | 2 | 8  | 6  | +2  |                  |     | 0–1 | 0–0 | —   | 3–0 |
| 4   | Serranense     | 0   | 6 | 0 | 0 | 6 | 4  | 19 | −15 |                  | 0–1 | 1–6 | 2–3 | —   |     |

### Grupo D
| Pos | Equipe              | Pts | J | V | E | D | GP | GC | SG  | Classificado     |     | MAM | ARA | PAR | NAC       | PIR |
| --- | ------------------- | --- | - | - | - | - | -- | -- | --- | ---------------- | --- | --- | --- | --- | --------- | --- |
| 1   | Mamoré              | 20  | 8 | 6 | 2 | 0 | 16 | 4  | +12 | Quartas de Final |     | —   | 2–1 | 2–0 | 2–1       | 4–0 |
| 2   | Araxá               | 14  | 8 | 4 | 2 | 2 | 11 | 6  | +5  | Quartas de Final |     | 1–1 | —   | 2–0 | 4–1       | 1–0 |
| 3   | Paracatu            | 10  | 7 | 3 | 1 | 3 | 9  | 8  | +1  |                  |     | 1–3 | 1–0 | —   | Cancelado | 1–0 |
| 4   | Nacional de Uberaba | 6   | 7 | 1 | 3 | 3 | 4  | 9  | −5  |                  | 0–0 | 1–1 | 0–0 | —   | 1–0       |     |
| 5   | Pirapora            | 3   | 8 | 1 | 0 | 7 | 3  | 16 | −13 |                  | 0–2 | 0–1 | 1–6 | 2–0 | —         |     |

## Fase final
Atualizado em 26 de novembro de 2023.
Em itálico, as equipes que possuem o mando de campo no primeiro jogo do confronto e em negrito as equipes classificadas.

### Esquema
|  | Quartas de final              | Quartas de final              | Quartas de final              | Quartas de final              |       |                   | Semifinais          | Semifinais          | Semifinais          | Semifinais          |  |             | Final               | Final               | Final               | Final               |  |  |
|  | 27 de outubro a 6 de novembro | 27 de outubro a 6 de novembro | 27 de outubro a 6 de novembro | 27 de outubro a 6 de novembro |       |                   | 11 a 20 de novembro | 11 a 20 de novembro | 11 a 20 de novembro | 11 a 20 de novembro |  |             | 23 a 26 de novembro | 23 a 26 de novembro | 23 a 26 de novembro | 23 a 26 de novembro |  |  |
|  |                               |                               |                               |                               |       |                   |                     |                     |                     |                     |  |             |                     |                     |                     |                     |  |  |
|  | Valeriodoce (pen)             | 0                             | 0                             | 0 (4)                         |       |                   |                     |                     |                     |                     |  |             |                     |                     |                     |                     |  |  |
|  | Contagem                      | 0                             | 0                             | 0 (2)                         |       |                   |                     |                     |                     |                     |  |             |                     |                     |                     |                     |  |  |
|  | Contagem                      | 0                             | 0                             | 0 (2)                         |       | Valeriodoce (pen) | 1                   | 2                   | 3 (5)               |                     |  |             |                     |                     |                     |                     |  |  |
|  |                               |                               |                               |                               |       | Valeriodoce (pen) | 1                   | 2                   | 3 (5)               |                     |  |             |                     |                     |                     |                     |  |  |
|  |                               | América Teófilo Otoni         | 3                             | 0                             | 3 (3) |                   |                     |                     |                     |                     |  |             |                     |                     |                     |                     |  |  |
|  | Poços de Caldas               | América Teófilo Otoni         | 3                             | 0                             | 3 (3) | 1                 | 0                   | 1                   |                     |                     |  |             |                     |                     |                     |                     |  |  |
|  | Poços de Caldas               |                               |                               |                               |       | 1                 | 0                   | 1                   |                     |                     |  |             |                     |                     |                     |                     |  |  |
|  | América Teófilo Otoni         | 3                             | 2                             | 5                             |       |                   |                     |                     |                     |                     |  |             |                     |                     |                     |                     |  |  |
|  | América Teófilo Otoni         | 3                             | 2                             | 5                             |       |                   |                     |                     |                     |                     |  | Valeriodoce | 1                   | 1                   | 2 (1)               |                     |  |  |
|  |                               |                               |                               |                               |       |                   |                     |                     |                     |                     |  | Valeriodoce | 1                   | 1                   | 2 (1)               |                     |  |  |
|  |                               | Mamoré (pen)                  | 2                             | 0                             | 2 (3) |                   |                     |                     |                     |                     |  |             |                     |                     |                     |                     |  |  |
|  | Coimbra                       | Mamoré (pen)                  | 2                             | 0                             | 2 (3) | 0                 | 1                   | 1 (3)               |                     |                     |  |             |                     |                     |                     |                     |  |  |
|  | Coimbra                       |                               |                               |                               |       | 0                 | 1                   | 1 (3)               |                     |                     |  |             |                     |                     |                     |                     |  |  |
|  | Guarani-MG (pen)              | 0                             | 1                             | 1 (4)                         |       |                   |                     |                     |                     |                     |  |             |                     |                     |                     |                     |  |  |
|  | Guarani-MG (pen)              | 0                             | 1                             | 1 (4)                         |       | Guarani-MG        | 2                   | 2                   | 4 (4)               |                     |  |             |                     |                     |                     |                     |  |  |
|  |                               |                               |                               |                               |       | Guarani-MG        | 2                   | 2                   | 4 (4)               |                     |  |             |                     |                     |                     |                     |  |  |
|  |                               | Mamoré (pen)                  | 2                             | 2                             | 4 (5) |                   |                     |                     |                     |                     |  |             |                     |                     |                     |                     |  |  |
|  | Araxá                         | Mamoré (pen)                  | 2                             | 2                             | 4 (5) | 1                 | 1                   | 2 (6)               |                     |                     |  |             |                     |                     |                     |                     |  |  |
|  | Araxá                         |                               |                               |                               |       | 1                 | 1                   | 2 (6)               |                     |                     |  |             |                     |                     |                     |                     |  |  |
|  | Mamoré (pen)                  | 1                             | 1                             | 2 (7)                         |       |                   |                     |                     |                     |                     |  |             |                     |                     |                     |                     |  |  |

## Premiação
| Campeonato Mineiro 2023 - Segunda Divisão |
| Patos de Minas                            |
| ----------------------------------------- |
| Mamoré Campeão (3.º título)               |